# Copa Mundial de Rugby League de 1970
La Copa Mundial de Rugby League de 1970 fue la quinta edición de la Copa del Mundo de Rugby League.

## Equipos
- Australia
- Francia
- Gran Bretaña
- Nueva Zelanda

## Fase de grupos
| Equipo        | Encuentros | Encuentros | Encuentros | Encuentros | Tantos  | Tantos    | Tantos     | Puntos |
| Equipo        | jugados    | ganados    | empatados  | perdidos   | a favor | en contra | diferencia | Puntos |
| ------------- | ---------- | ---------- | ---------- | ---------- | ------- | --------- | ---------- | ------ |
| Gran Bretaña  | 3          | 3          | 0          | 0          | 44      | 21        | +23        | 6      |
| Australia     | 3          | 1          | 0          | 2          | 66      | 39        | +27        | 2      |
| Francia       | 3          | 1          | 0          | 2          | 32      | 37        | −5         | 2      |
| Nueva Zelanda | 3          | 1          | 0          | 2          | 44      | 89        | −45        | 2      |

Nota: Se otorgan 2 puntos al equipo que gane un partido, 1 al que empate y 0 al que pierda.
|  | Clasifican a la final |

### Final
| 7 de noviembre | Gran Bretaña | 7 - 12 | Australia | Headingley Rugby Stadium, Leeds |  |
|                |              |        |           | Asistencia: 18.776 espectadores |  |

| Bandera de Australia |
| Campeón Australia    |
| Tercer título        |